# Фрон (тауншип, Миннесота)
Фрон (англ. Frohn) — тауншип в округе Белтрами, Миннесота, США. На 2000 год его население составило 1408 человек.

## География
По данным Бюро переписи населения США площадь тауншипа составляет 94,4 км², из которых 84,3 км² занимает суша, а 10,1 км² — вода (10,72 %).

## Демография
По данным переписи населения 2000 года здесь находились 1408 человек, 497 домохозяйств и 396 семей.  Плотность населения —  16,7 чел./км².  На территории тауншипа расположена 631 постройка со средней плотностью 7,5 построек на один квадратный километр. Расовый состав населения: 87,22 % белых, 9,09 % коренных американцев, 0,21 % азиатов, 0,07 % c Тихоокеанских островов, 0,85 % — других рас США и 2,56 % приходится на две или более других рас. Испанцы или латиноамериканцы любой расы составляли 1,07 % от популяции тауншипа.
Из 497 домохозяйств в 39,8 % воспитывались дети до 18 лет, в 68,6 % проживали супружеские пары, в 6,6 % проживали незамужние женщины и в 20,3 % домохозяйств проживали несемейные люди. 16,1 % домохозяйств состояли из одного человека, при том 5,8 % из — одиноких пожилых людей старше 65 лет. Средний размер домохозяйства — 2,83, а семьи — 3,16 человека.
29,2 % населения — младше 18 лет, 7,7 % — в возрасте от 18 до 24 лет, 28,8 % — от 25 до 44, 27,1 % — от 45 до 64, и 7,2 % — старше 65 лет. Средний возраст — 36 лет. На каждые 100 женщин приходилось 106,1 мужчин.  На каждые 100 женщин старше 18 приходилось 110,3 мужчин.
Средний годовой доход домохозяйства составлял 47 788 долларов, а средний годовой доход семьи —  53 250 долларов. Средний доход мужчин —  35 263  доллара, в то время как у женщин — 25 735. Доход на душу населения составил 17 988 долларов. За чертой бедности находились 3,6 % семей и 7,4 % всего населения тауншипа, из которых 7,1 % младше 18 и 4,4 % старше 65 лет.